# Pico Evlogi

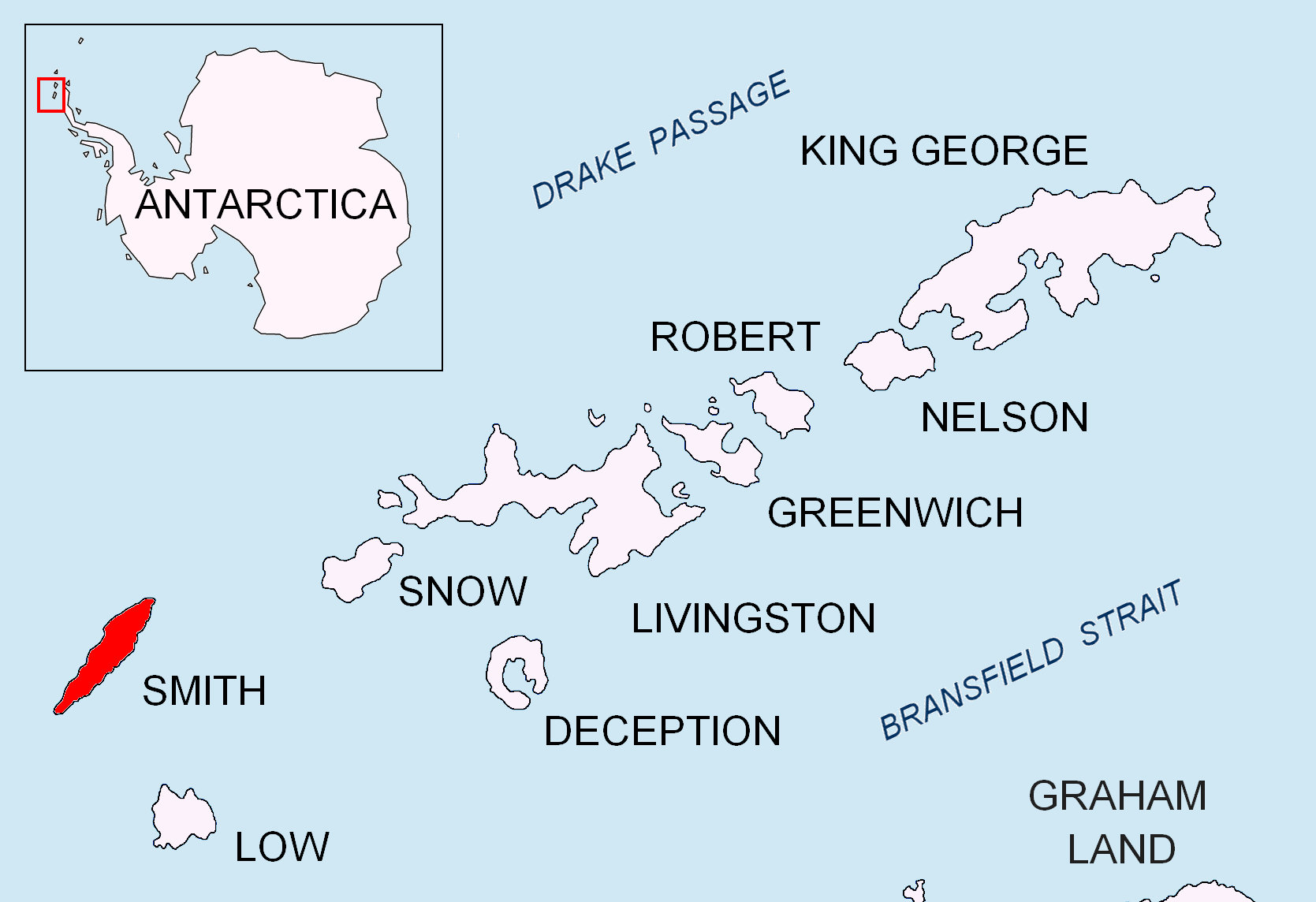
Localização da Ilha Smith nas Ilhas Chetland do Sul.

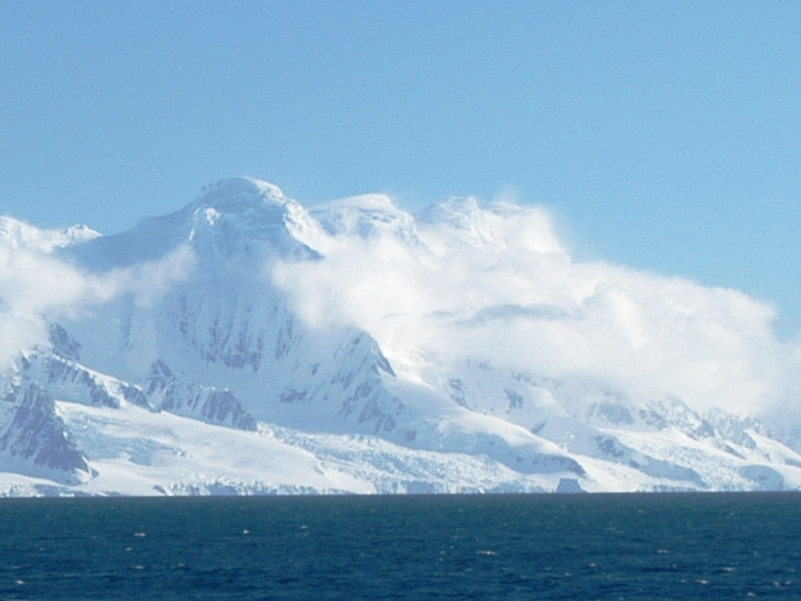
Pico Evlogi com o Monte Foster à esquerda e Antim Peak à direita

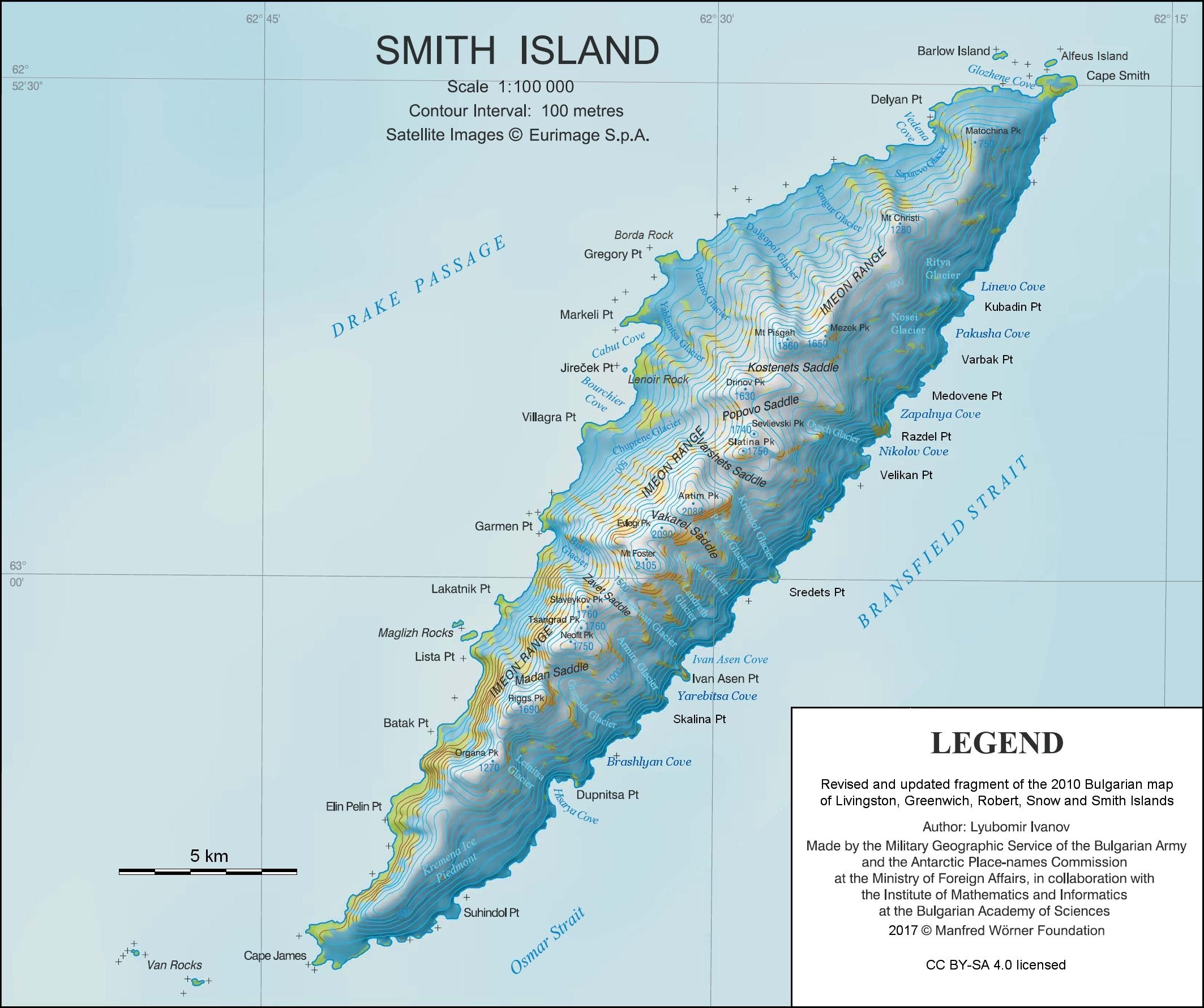
Mapa topográfico da Ilha Smith.

Pico de Evlogi ( em búlgaro:  връх Евлоги       , IPA:   ) é um pico que aumenta para 2090 m na faixa de Imeon, na ilha de Smith, nas ilhas Shetland do Sul.

## Mapas
- Carta de Chetland do Sul, incluindo Coronação, etc. da exploração da saveiro Dove nos anos 1821 e 1822 por George Powell Comandante da mesma. Escala ca. 1: 200000. Londres: Laurie, 1822.
- LL Ivanov. Antártica: Ilhas Livinston e Greenwich, Robert, Snow e Smith. Escala 1: 120000 mapa topográfico. Troyan: Fundação Manfred Wörner, 2010. ISBN 978-954-92032-9-5    (Primeira edição de 2009. ISBN 978-954-92032-6-4 ISBN   978-954-92032-6-4 )
- Ilhas Chetland do Sul: Ilha Smith e Low. Escala 1: 150000 mapa topográfico No. 13677. Pesquisa Antártica Britânica, 2009.
- Banco de dados digital antártico (ADD). Escala 1: 250000 mapa topográfico da Antártica. Comitê Científico de Pesquisa Antártica (SCAR). Desde 1993, regularmente atualizado e atualizado.
- LL Ivanov. Antártica: Livinston Island e Smith Island . Escala 1: 100000 mapa topográfico. Fundação Manfred Wörner, 2017. ISBN 978-619-90008-3-0 ISBN   978-619-90008-3-0